# Mr. Iglesias
Mr Iglesias est une série télévisée comique américaine en 21 épisodes d'environ 30 minutes créée par Kevin Hench (en) et diffusée entre le 21 juin 2019 et le 8 décembre 2020 sur Netflix. La série a pour star Gabriel Iglesias, qui est aussi producteur délégué.

## Synopsis
Mr Iglesias est un professeur bienveillant et toujours de bonne humeur, ancien élève revenu enseigner au lycée de Woodrow Wilson, à Long Beach, en Californie. Lui et son équipe de professeurs vont tenter de faire tout ce qui est en son pouvoir pour aider leurs élèves les plus singuliers à exploiter tout leur potentiel.

## Fiche technique
Sauf indication contraire, les informations mentionnées dans cette section peuvent être confirmées par la base de données cinématographiques IMDb,  présente dans la section « Liens externes ».
- Titre : Mr Iglesias
- Création : Gabriel Iglesias
- Réalisation : Andy Ackerman, Leonard R. Garner Jr., Phill Lewis, Victor Gonzalez (en), Trevor Kirschner, Jody Margolin Hahn, Gloria Calderón Kellett
- Scénario : Kevin Hench, Luisa Leschin, Isaac Gonzalez, Peter Murrieta, Sam Sklaver, Jacque Edmonds Cofer, Julia Ahumada Grob, Aaron Serna, Chris Garcia, D.J. Ryan
- Musique : Joseph LoDuca
- Direction artistique : Raf Lydon
- Costumes : Marissa Borsetto
- Production :
  - Production déléguée : Kevin Hench (en), Gabriel Iglesias et Peter Murrieta (en)
  - Production exécutive : Chris Arrington
  - Production associée : Jenna Hensel
  - Consultant : Jacque Edmonds
- Société de production : Netflix
- Société de distribution : Netflix
- Pays de production :  États-Unis
- Langue : anglais, français
- Genre : comédie
- Durée : 30 minutes
- Date de sortie : 21 juin 2019

## Distribution
Sauf indication contraire, les informations mentionnées dans cette section peuvent être confirmées par la base de données cinématographiques IMDb,  présente dans la section « Liens externes ».

### Acteurs principaux
- Gabriel Iglesias (VF : Jérôme Pauwels) : Gabe Iglesias, prof d'histoire amusant à Woodrow Wilson HighSchool
- Sherri Shepherd (VF : Corinne Wellong) : Paula Madison, la principale de Woodrow Wilson HighSchool
- Jacob Vargas (VF : Philippe Bozo) : Tony Ochoa, un prof d'histoire à WWHS et meilleur ami de Gabe
- Maggie Geha (en) (VF : Zina Khakhoulia) : Abigail « Abby » Spencer, prof d'histoire débutant à WWHS
- Richard Gant (VF : Paul Borne) : Ray Hayward, ancien prof de Gabe et Tony qui travaille toujours à WWHS
- Cree Cicchino (VF : Diane Kristanek) : Marisol Fuentes, l'élève favorite de Gabe
- Fabrizio Guido (VF : Arthur Raynal) : Mickey Gutierrez, un des élèves de Gabe qui a le béguin pour Marisol
- Tucker Albrizzi (VF : Aurélien Raynal) : Walter, un élève pas brillant de Gabe (récurrent saison 1; principal saison 2)

### Acteurs secondaires
- Oscar Nuñez (VF : Pierre-François Pistorio) : Carlos Hernández, le principal adjoint à WWHS
- Coy Stewart (en) (VF : Benjamin Bollen) : Lorenzo, élève de Gabe souvent assis à côté de Walter
- Gloria Aung (VF : Cécile Gatto) : Grace, une bonne élève de Gabe parlant via ordinateur par timidité
- Bentley Green (VF : Bruno Méyère) : Rakeem Rozier
- Kathryn Feeney : Katie, serveuse au DeBlasio
- Christopher McDonald (VF : Jean Barney) : Coach Dixon, le coach de football américain à WWH
- Jesus Trejo : Mr Trujillo
- Chris Garcia : Mr Gomez

### Invités
- Brooke Sorenson (VF : Nadine Girard) : Whitney
- Megyn Price (VF : Nathalie Duverne) : Jessica Dobb
- Ron Pearson (es) (VF : Jerome Wiggins) : Jim
- Joel McHale (VF : Benoît DuPac) : Danny

Doublage français
- Studio : Imagine
- Direction artistique : Virginie Ledieu
- Adaptation : Sophie Arthuys, Marine Livernette & Solenne Mathé

 Source et légende : version française (VF) sur RS Doublage et DSD Doublage et le carton de doublage.

## Production

### Développement
Le 26 avril 2018, Netflix a annoncé qu'elle avait passé commandé à la production pour une première saison comprenant dix épisodes. Les producteurs exécutifs devaient inclure Gabriel Iglesias et Kevin Hench.
Le 17 août 2018, il a été annoncé que Joe Meloche et Ron DeBlasio rejoindraient la série en tant que producteurs exécutifs et que Peter Murietta, Luisa Leschin et Sam Sklavar agiraient en tant que coproducteurs exécutifs.
Le 24 avril 2019, il a été annoncé que la série débuterait le 21 juin 2019.
Le 8 août 2019, Netflix a renouvelé la série pour une deuxième saison.
En juillet 2021, Netflix a annulé la série et enterré l'espoir d'une nouvelle saison.

### Casting
Parallèlement à l'annonce initiale de la commande de la série, il a été confirmé que Gabriel Iglesias serait la vedette de la série.
Le 17 août 2018, il a été annoncé que Jacob Vargas, Maggie Geha (en) et Cree Cicchino avaient été choisis pour faire de la série.
En septembre 2018, il a été annoncé que Richard Gant et Sherri Shepherd avaient été nommés dans des rôles principaux et que Tucker Albrizzi apparaîtrait de manière récurrente.
En octobre 2018, il a été annoncé que Fabrizio Guido avait rejoint la distribution dans un rôle régulier de la série et que Megyn Price et Coy Stewart (en) avaient été présentés comme des personnages récurrents.
Le 6 septembre 2019, Tucker Albrizzi a été promu dans la série pour la deuxième saison.

## Épisodes

### Première partie (2019)
La première partie est sortie le 21 juin 2019.
1. La Pédagogie de l'abandon (Some Children Left Behind)
2. Cours d'été (Summer School)
3. Mon cartable et mon droit (Full Hearts, Clear Backpacks)
4. La Gorgée de trop (The Wagon)
5. Tout le monde déteste M. Iglesias (Everybody Hates Gabe)
6. Harcèlement (Bullying)
7. Le Concours de jeunes talents (Talent Show)
8. La Grève des profs (Teachers' Strike)
9. Oh, Danny ! (Oh Boy, Danny)
10. Le Décathlon académique (Academic Decathlon)

### Deuxième partie (juin 2020)
La deuxième partie est sortie le 17 juin 2020.
1. La Vocation (True Calling)
2. Le Carlos apprivoisé (Taming the Carlos)
3. Mieux vaut seule… (Party of One)
4. Génération verte (Generation Why)
5. Tacos à la philippine (Food for Thought)
6. Mon royaume pour une conseillère (Where Art Thou Counselor?)

### Troisième partie (décembre 2020)
La troisième partie est sortie le 8 décembre 2020.
1. Techniquement parlant (Technically Speaking)
2. On a le droit de rêver (Good Things)
3. Favoritisme (Playing Favorites)
4. De mal en père (You're Dad to Me)
5. Le Bal (The Big Dance)